# Kalibum
Kalibum – według „Sumeryjskiej listy królów” siódmy władca sumeryjski należący do tzw. I dynastii z Kisz, który panować miał przez 960 lat.
Imię Kalibum nie jest imieniem sumeryjskim lecz akadyjskim i znaczy dosłownie „Pies” (akad. kalbu).